# Strafrechters (televisiereeks)
Strafrechters is de naam van een vierdelige human interestreeks over acht Vlaamse strafrechters (drie correctionele rechters, twee assisenvoorzitters, twee politierechters en één strafuitvoeringsrechter), die begin 2021 op de Vlaamse televisiezender Canvas werd uitgezonden.
De reeks werd geproduceerd door het productiehuis Woestijnvis. In de reeks worden de strafrechters één-op-één vragen gesteld door Gilles De Coster als interviewer, zittend in een ijzeren geraamte in een industrieel ogende ruimte. Ze vertellen er over hun beroep en hun werk, maar ook over hun privéleven.
De acht strafrechters die in de reeks geïnterviewd werden, zijn: Ariane Braccio (correctioneel rechter in Tongeren), Jorn Dangreau (voormalig correctioneel rechter in Gent), Peter D'Hondt (politierechter in Dendermonde), Michel Jordens (gepensioneerd assisenvoorzitter in het gerechtelijk gebied Antwerpen), Peter Hartoch (assisenvoorzitter in het gerechtelijk gebied Brussel), Geneviève Seressia (correctioneel rechter in Brussel), Geert Vandaele (politierechter in Veurne) en Esther Vanderstraeten (strafuitvoeringsrechter in Brussel).
De reeks Strafrechters was een vervolg op de al eerder op Canvas uitgezonden reeksen Strafpleiters (2017), Misdaaddokters (2019) en Procureurs (2020).

## Afleveringen
| Aflevering | Titel                | Uitzenddatum    | Kijkcijfers (live) |
| ---------- | -------------------- | --------------- | ------------------ |
| 1          | In eer en geweten    | 5 januari 2021  | 400.288            |
| 2          | Beschuldigde, sta op | 12 januari 2021 | 416.045            |
| 3          | Schuld en boete      | 19 januari 2021 | 386.014            |
| 4          | Laatste oordeel      | 26 januari 2021 | 442.289            |